# Torpedoschott

Diagramm üblicher Elemente einer Schiffspanzerung. Das Torpedoschott ist mit "D" markiert.

Ein Torpedoschott ist ein Panzerungsteil, das im frühen 20. Jahrhundert auf allen schweren Kriegsschiffen, darunter im Speziellen bei Schlachtschiffen und Schlachtkreuzern üblich war. Erstmals wurde ein Torpedoschott auf dem französischen Küstenpanzerschiff Henri IV. bereits 1898 eingebaut, auch die auf russische Rechnung gebaute Zessarewitsch erhielt eine solche passive Schutzeinrichtung.
Jedoch war bei den frühen Arten des Schotts der Expansionsraum für Explosionsgase zu gering, d. h. der Abstand des Schotts von der eigentlichen Schiffswand besaß nicht den genügend großen Expansionsraum um die Detonationswelle eines treffenden Unterwassergeschosses ohne Schäden aufnehmen zu können, so dass deren Wirksamkeit sehr begrenzt war. Erst die Kaiserliche Marine führte nach langwierigen und kostenintensiven Versuchen beginnend mit dem Großen Kreuzer Blücher diese Art des hochwirksamen Unterwasserschutzes ein. Alle späteren deutschen Schlachtschiffe und Schlachtkreuzer waren derart geschützt.
Die Aufgabe des Schotts bestand darin, im Falle eines Torpedotreffers den Wassereinbruch zu lokalisieren bzw. ihn zu begrenzen. Durch Gegenfluten konnte die Schlagseite bei nicht zu schwerwiegenden Zerstörungen wieder ausgeglichen werden. Nach den Erkenntnissen aus dem Ersten Weltkrieg wurden viele wichtige Schiffe auf zwei, drei oder sogar vier Torpedoschotte umgerüstet. Zusätzlich dazu wurden am Außenrand des Schiffes Ausbuchtungen angebracht, der sog. Torpedowulst, der allerdings den Strömungswiderstand erhöhte und Geschwindigkeit herabsetzte.
Die letzten Schlachtschiffplanungen der US Navy im Zweiten Weltkrieg hatten zum Beispiel einen dreifachen Boden und bis zu vier Torpedoschotts. Der innerste Schott wird auch „haltender Schott“ genannt und wird meist aus dehnbarem Stahl hergestellt. Der äußerste Schott war immer mindestens 37 mm dick und wird oft auch Panzerschott genannt, da er Granatsplitter mit niedriger Geschwindigkeit aufhalten konnte. Demgegenüber bestand das deutsche System aus einem ungepanzerten Längsschott (Wallgangsschott) und parallel dahinter in einiger Entfernung verlaufenden gepanzertem Längsschott (das Torpedoschott) deren Zwischenraum unterschiedlich ausgesteift war.
Der Raum zwischen Schiffswand und Wallschot wurde als Expansionsraum gefahren, während der Raum zwischen Wallschott und Torpedoschott mit Kohle/Öl gefüllt war. Diese Kombination sollte den entstehenden Druck einer Explosion absorbieren und standhalten (was sowohl im Ersten als auch im Zweiten Weltkrieg auf deutschen Schiffen so funktioniert hat, dass gravierende Schäden vermieden wurden bzw. die Schwimmfähigkeit erhalten blieb – z. B. beim Großen Kreuzer Seydlitz nach der Skagerrakschlacht).